# مدرسه درام دیوید گفن در دانشگاه ییل
مدرسه درام دیوید گفن در دانشگاه ییل (به انگلیسی: David Geffen School of Drama at Yale University) یک مدرسه عالی در دانشگاه ییل است که در نیوهیون، کنتیکت واقع شده‌است. این مدرسه در سال ۱۹۲۴ به عنوان دپارتمان درام در مدرسه هنرهای زیبا تأسیس شد. و در هر رشته از تئاتر، بازیگری، طراحی (طراحی صحنه، طراحی لباس، طراحی نور، طراحی پروجکشن و طراحی صدا)، کارگردانی، دراماتورژی، نقد تئاتر، نمایشنامه‌نویسی، مدیریت صحنه، طراحی و تولید فنی، و مدیریت تئاتر را آموزش می‌دهد. این مدرسه تا زمان وقف آن توسط دیوید گفن در سال ۲۰۲۱ به عنوان مدرسه نمایش ییل شناخته می‌شد.

## تاریخچه
ریشه‌های این مدرسه به انجمن دراماتیک ییل، دومین انجمن قدیمی تئاتر کالج در ایالات متحده بازمی‌گردد که در سال ۱۹۰۰ تأسیس شد. انجمن دراماتیک ییل، اولین نمایش آمریکایی کالیگولا اثر آلبر کامو و ترویلوس و کرسیدا اثر شکسپیر و همچنین آثار اصلی کول پورتر، استیون وینسنت بنت و تورنتون وایلدر را که در دوران دانشجویی نوشته‌اند، تولید کرد.
در سال ۱۹۲۴، ادوارد اس. هارکنس، نیکوکار دانشگاه ییل، بودجه‌ای را به دپارتمان درام در مدرسه هنرهای زیبا و برای ساخت تئاتر دانشگاه که بعداً به ساختمان اولیه مدرسه تبدیل شد، اهدا کرد. ساختمان دپارتمان در سال ۱۹۳۱ تکمیل شد و توسط کلارنس اچ. بلکال طراحی و سپس توسط جیمز گمبل راجرز بازسازی شد. جرج پیرس بیکر، معلم نمایشنامه‌نویسی، اولین رئیس دپارتمان بود.
در سال ۱۹۵۵، این دپارتمان به عنوان یک مدرسه حرفه‌ای مجزا، اولین مدرسه در آیوی لیگ سازماندهی شد. در سال ۱۹۶۶، تحت ریاست رابرت بروستین، تئاتر رپرتوری ییل برای برقراری ارتباط بیشتر بین جوامع حرفه‌ای و دانشگاهی تشکیل شد. لوید ریچاردز، رئیس و مدیر هنری بین سال‌های ۱۹۷۹ تا ۱۹۹۱، تأکید بر اجرای نمایش‌های جدید را افزایش داد و آثاری از آثول فوگارد، لی بلسینگ و آگوست ویلسون را به نمایش گذاشت. جانشین ریچاردز، استن ووجودسکی جونیور به عنوان رئیس و مدیر هنری همچنان بر تولید نمایش‌های جدید، از جمله چندین اثر مهم سوزان لوری پارکز و تئاتر د لا ژون لون تأکید می‌کرد. رئیس و مدیر هنری کنونی، جیمز باندی، اولین نمایش‌های دیوید ریب، خوزه ریورا، دیوید ادجمی، و سارا رول و همچنین رادیو گلف، دهمین نمایشنامه در چرخه قرن بیستم آگوست ویلسون را تولید کرده‌است.